# Nachal Šachmon
Nachal Šachmon (hebrejsky: נחל שחמון) je krátké vádí v jižním Izraeli, v pohoří Harej Ejlat.
Začíná v nadmořské výšce přes 200 metrů nad mořem, na jihozápadních svazích hory Har Šachmon nedaleko severozápadního okraje města Ejlat. Odtud směřuje k jihu mírně zaříznutým údolím, přičemž z východu míjí planinu Ramat Jotam. Pak se stáčí k jihovýchodu a prochází přímo skrz zastavěné území Ejlatu. Podchází dálnici číslo 90 a ústí do Rudého moře.